# Die Chroniken von Narnia: Der silberne Sessel
Die Miniserie Die Chroniken von Narnia: Der silberne Sessel (auch Der silberne Thron) ist der dritte und letzte Teil der Fernseh-Trilogie der BBC, die mit Der König von Narnia und Prinz Kaspian & Die Reise auf der Morgenröte begann. Es ist die Verfilmung eines der sieben Bücher der Serie von C. S. Lewis über Narnia.

## Handlung
Die Miniserie ist in insgesamt sechs Episoden zu je etwa 25–30 Minuten unterteilt.
1. Die Tür ins Zauberland
2. Ein seltsames Wesen aus dem Sumpf
3. Das Schloss der Riesen
4. Den Riesen vom Teller gesprungen
5. Im unterirdischen Hexenreich
6. Der Zauber wird gebrochen

Eustace freundet sich auf dem Internat, das er besucht, mit der Außenseiterin Jill Pole an. Als sie von einer Gruppe spottender Kinder verfolgt werden, fliehen sie durch ein Gartentor und gelangen nach Narnia. Hier erhält Jill von Aslan dem Löwen den Auftrag, zusammen mit Eustace nach dem verschollenen Prinz Rilian zu suchen, dem geliebten Sohn des bereits greisen Königs Kaspian. Mit Hilfe des Moorwacklers Puddleglum gelangen die beiden in das Schloss der Riesen, in dem es bald ein Fest geben wird. Als Eustace und Jill jedoch herausfinden, dass als Hauptspeise Mensch serviert wird, müssen die drei fliehen. Durch einen Tunnel gelangen sie in ein unterirdisches Reich, in dem Steinwesen der so genannten „Grünen Lady“ dienen. Auch lernen sie einen Verbündeten der Grünen Lady kennen, ein Mann, der unter einem Fluch leidet. Der Fluch macht ihn nachts zu einer gefährlichen Bestie, die nur auf einem eigens konstruierten „silbernen Sessel“ unter Kontrolle gehalten werden kann. Als Jill und Eustace den Fluch brechen, müssen sie feststellen, dass der Fremde Prinz Rilian ist und die Grüne Lady eine Invasion Narnias plant.

## Hintergrund
Die in Großbritannien entstandenen mythisch anmutende Außenaufnahmen, die gut koordinierten Größenverhältnisse Mensch zu Riese und auch die überzeugende Darstellung der beiden Jungschauspieler David Thwaites und Camilla Power machen das Finale der Narnia-Trilogie zu einem Erlebnis. Dennoch wirkt der Film an einigen Stellen langatmig und auch die Spezialeffekte sind heute längst überholt.

## Synchronisation
| Rolle          | Darsteller/in     | Deutsche Synchronstimme |
| -------------- | ----------------- | ----------------------- |
| Eustace Scrubb | David Thwaites    | Inez Günther            |
| Jill Pole      | Camilla Power     | Alana Horrigan          |
| Aslan          | Ronald Pickup     | Manfred Erdmann         |
| Die Grüne Lady | Barbara Kellerman | Viktoria Brams          |
| Prinz Rilian   | Richard Henders   | Hans-Georg Panczak      |
| Puddleglum     | Tom Baker         | Fred Maire              |
| Riesenkönigin  | Lesley Nicol      | Haide Lorenz            |
| Riesennanny    | Patsy Byrne       | Anita Höfer             |

## Auszeichnungen
Der Film wurde 1991 in fünf Kategorien für einen British Academy Television Award nominiert: Bester Kinderfilm, Bestes Szenenbild, Beste Maske, Beste Kamera und Beste Beleuchtung.